# Листопад Марія Максимівна
Листопад Марія Максимівна (13 жовтня 1911 року, містечко Великі Будища Зіньківського повіту Полтавської губернії — 20 серпня 1989 року, місто Таллінн, Естонська РСР) — Герой Соціалістичної Праці (26.02.1958), новатор сільськогосподарського виробництва.

## Стислі відомості
У 1930-х роках працювала свинаркою в радгоспі ім. Шевченка Опішнянського району. У 1936—1967 роках — у радгоспі ім. Чапаєва Диканського району. Досягла великих успіхів у вирощуванні поросят, була неодноразовим учасником всесоюзних сільськогосподарських виставок.
Із 1968 року — пенсіонер союзного значення. Була обрана депутатом сільської, районної та обласної рад, членом обкому КПУ.
Нагороджена орденом Леніна (1958).
На будинку Великобудищанської школи встановлена меморіальна дошка на її честь. Звання Героя Соціалістичної Праці отримала за успіхи у вирощуванні поросят, особливі заслуги в розвитку сільського господарства, впровадження досягнень науки й передового досвіду у виробництво.